# Tunnel ferroviaire du Somport
Pour les articles homonymes, voir Somport et Tunnel du Somport.
Le tunnel ferroviaire du Somport est un tunnel ferroviaire frontalier, construit entre 1908 et 1915, qui permettait de relier la France et l'Espagne par la ligne Pau - Canfranc. Il a une longueur de 7 874 mètres (dont 3 160 en France), une largeur de 4,75 mètres et une hauteur de 6 mètres et se situe à une altitude de plus de 1 100 mètres. Il jouxte le tunnel routier du Somport dont il est maintenant le tunnel de secours. Les trains ne l'empruntent plus depuis 1970 et la destruction accidentelle du pont de l'Estanguet suite à déraillement. De nombreux opposants au tunnel routier militent pour la réouverture de la ligne de chemin de fer afin de diminuer le nombre de camions et d'accidents les impliquant dans la vallée d'Aspe. Des projets sont en phase de réflexion, les deux régions frontalières ayant manifesté en 2016 leur volonté de rouvrir la ligne.
Le tunnel fait l’objet d’une inscription à l'inventaire des monuments historiques depuis le 28 décembre 1984.

## Histoire
Les travaux de percement débutent en octobre 1908, le 10 côté français aux Forges d'Abel dans le haut de la vallée d'Aspe avec un travail 24 heures sur 24 en 3 x 8 et un creusement en deux galeries superposées à l'aide de perforatrices à air comprimé et de dynamite et le 23 octobre côté espagnol.

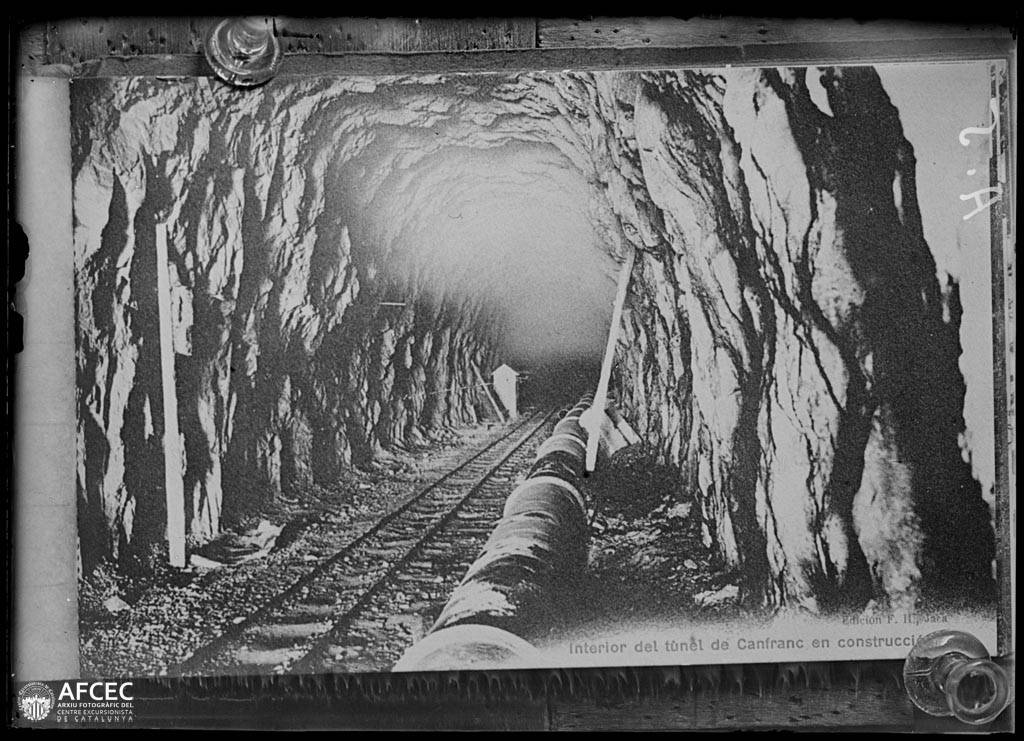
Photo des travaux.

En octobre 1911, une arrivée d'eau à 2 500 m de la tête de tunnel arrête les travaux pendant quinze jours. Un an plus tard, le 13 octobre 1912, la jonction entre les deux équipes est faite. Le tunnel est officiellement achevé et réceptionné le 15 septembre 1915. La frontière franco-espagnole est marquée à l'intérieur du tunnel par deux bornes en pierre de taille encastrées dans les parois, dont l'emplacement est régi par une convention spécifique entre les deux pays.
En 1928, la gare internationale de Canfranc est achevée et le 19 juillet, treize ans après l'achèvement du tunnel, la ligne de chemin de fer Pau - Canfranc est inaugurée par Louis Barthou, ministre des Travaux publics et originaire de Pau, et le premier train passe par le tunnel.
Le 27 mars 1970, le pont de l'Estanguet est détruit à cause d'un déraillement d'un train, entraînant l'arrêt de l'exploitation de la section de Bedous à Canfranc. Depuis, la voie a été déposée dans le tunnel et sert de voie de secours au tunnel routier du Somport.
Le tunnel fait l’objet d’une inscription à l'inventaire des monuments historiques depuis le 28 décembre 1984,.
En 1986, le tunnel ferroviaire du Somport est investi par le laboratoire souterrain de Canfranc du programme de recherche en physique nucléaire et hautes énergies de l'université de Saragosse consistant en trois laboratoires distincts destinés à « étudier la matière noire [...] et [...] comprendre le fonctionnement des neutrinos »,,.
Le 17 janvier 2003, le tunnel routier du Somport est inauguré et le tunnel ferroviaire sert désormais comme tunnel d'évacuation de secours pour celui-ci.
Le 13 octobre 2012, pour le centenaire de la jonction dans le tunnel, Luisa Fernanda Rudi, présidente d'Aragon et Alain Rousset, président du Conseil régional de Nouvelle-Aquitaine ont inauguré une plaque à l'entrée du tunnel.
En 2016, la région d'Aquitaine et la communauté d'Aragon réaffirment leur volonté de rétablir la liaison ferroviaire.
En juillet 2019, à la demande du gouvernement d'Aragon, alors dirigée par la gauche, et du ministère des transports espagnols, l'ADIF, responsable du réseau ferré espagnol, a fait enlever au-dessus de l'entrée du tunnel côté espagnol, une partie du bas-relief qui représentait un bouclier orné de l'aigle de Saint Jean, symbole de l'Espagne franquiste, ne laissant plus que les deux lions Un écusson héraldique aux armes du roi Alphonse XIII, qui inaugura la gare de Canfranc le 18 juillet 1928, devrait remplacer le bouclier enlevé.
En septembre 2024, le Ministère des Transports et des Mobilités publie une étude estimant à 93 millions d'euros le coût de la réhabilitation et de la réouverture du tunnel ferroviaire. Ce coût comprend le retrait du revêtement, l'élargissement du tunnel dans la roche, la pose d'un nouveau revêtement, la pose de la plateforme, de la voie et de la caténaire, la pose des équipements de ventilation et de sécurité. La durée des travaux est estimée à 52 mois (soit 4 ans).

## Galerie photos des entrées du tunnel

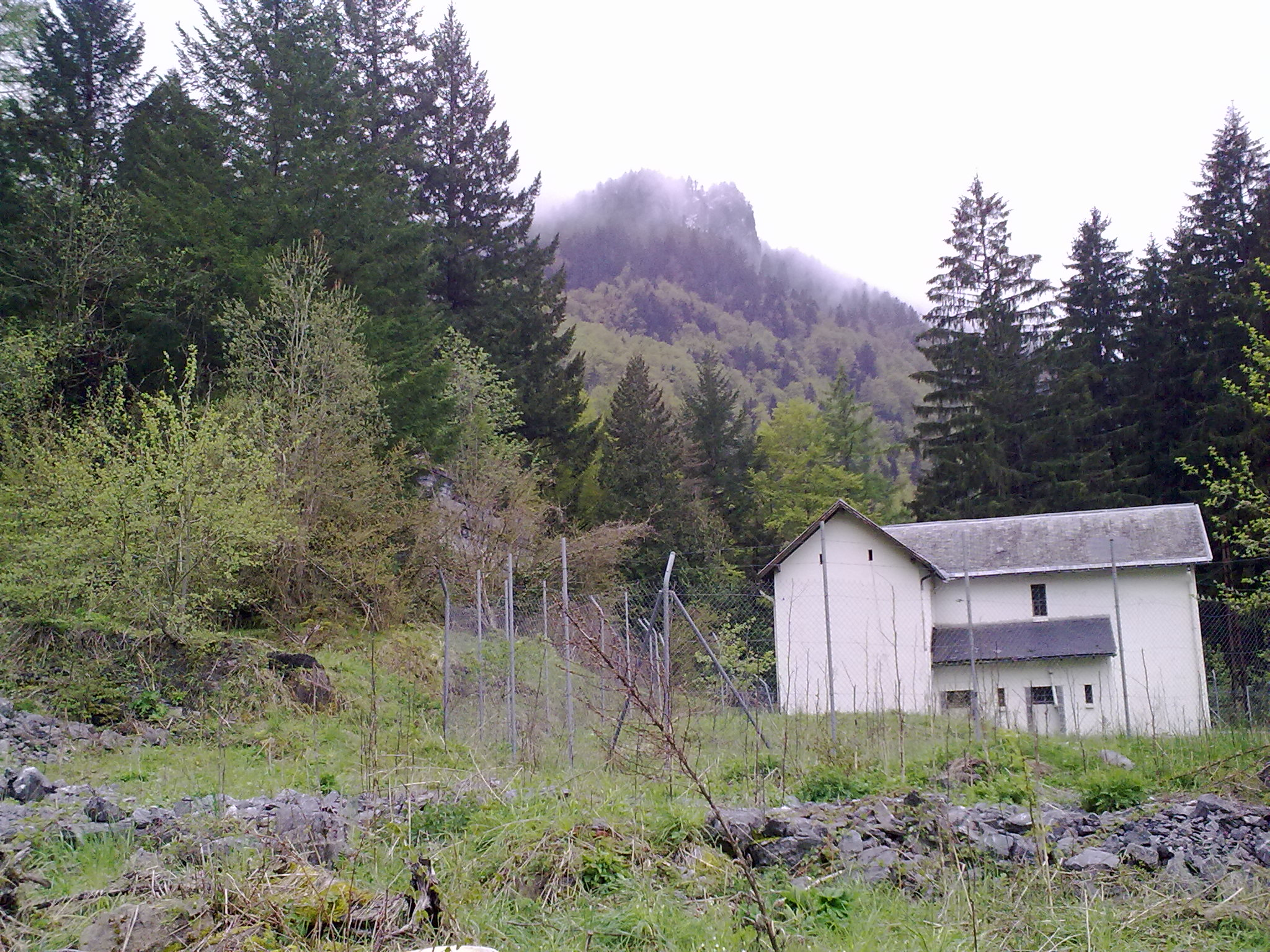
Entrée côté français du tunnel ferroviaire du Somport, bâtiment du service technique, au milieu on peut apercevoir le tunnel
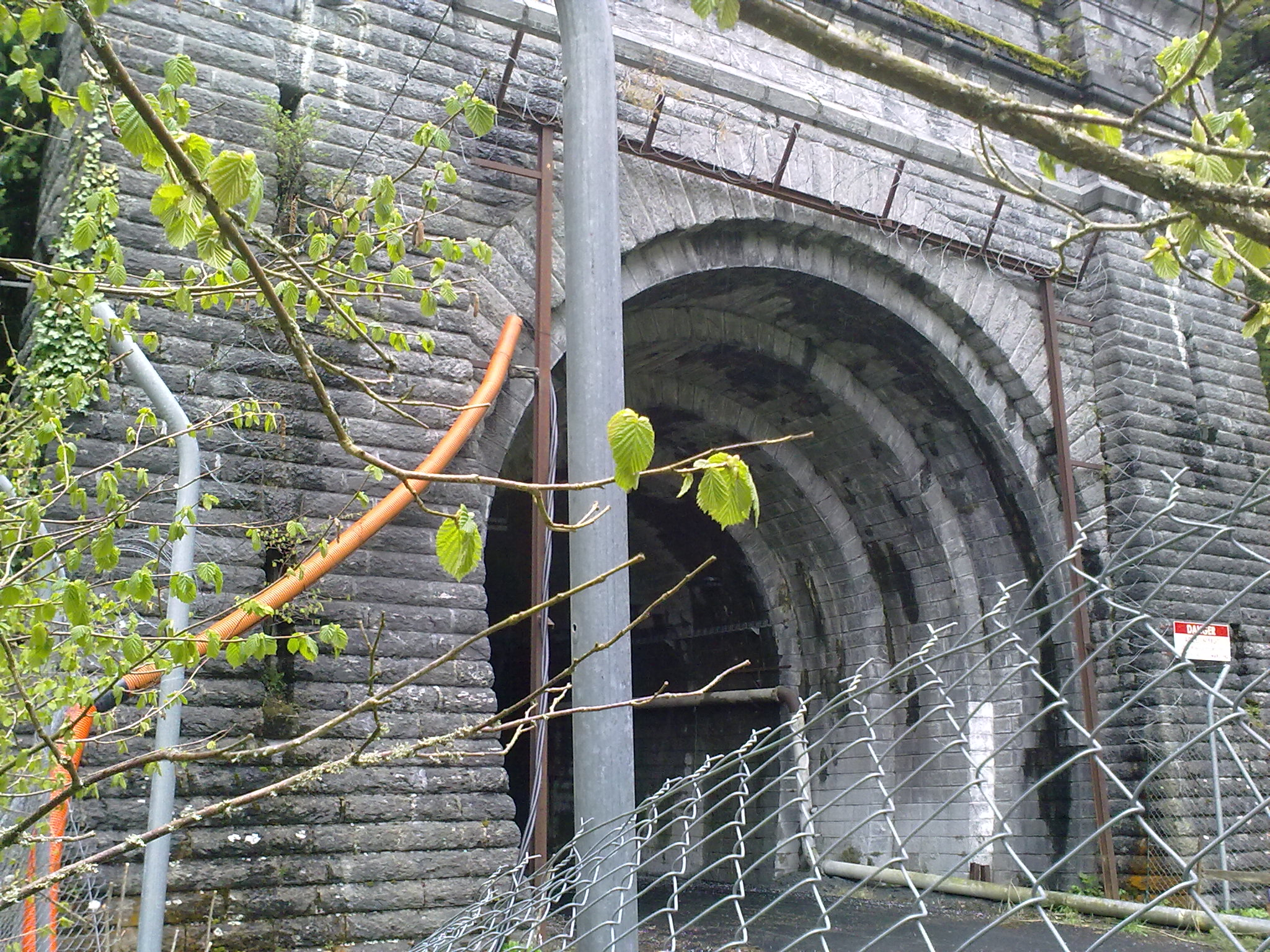
Entrée côté français du tunnel
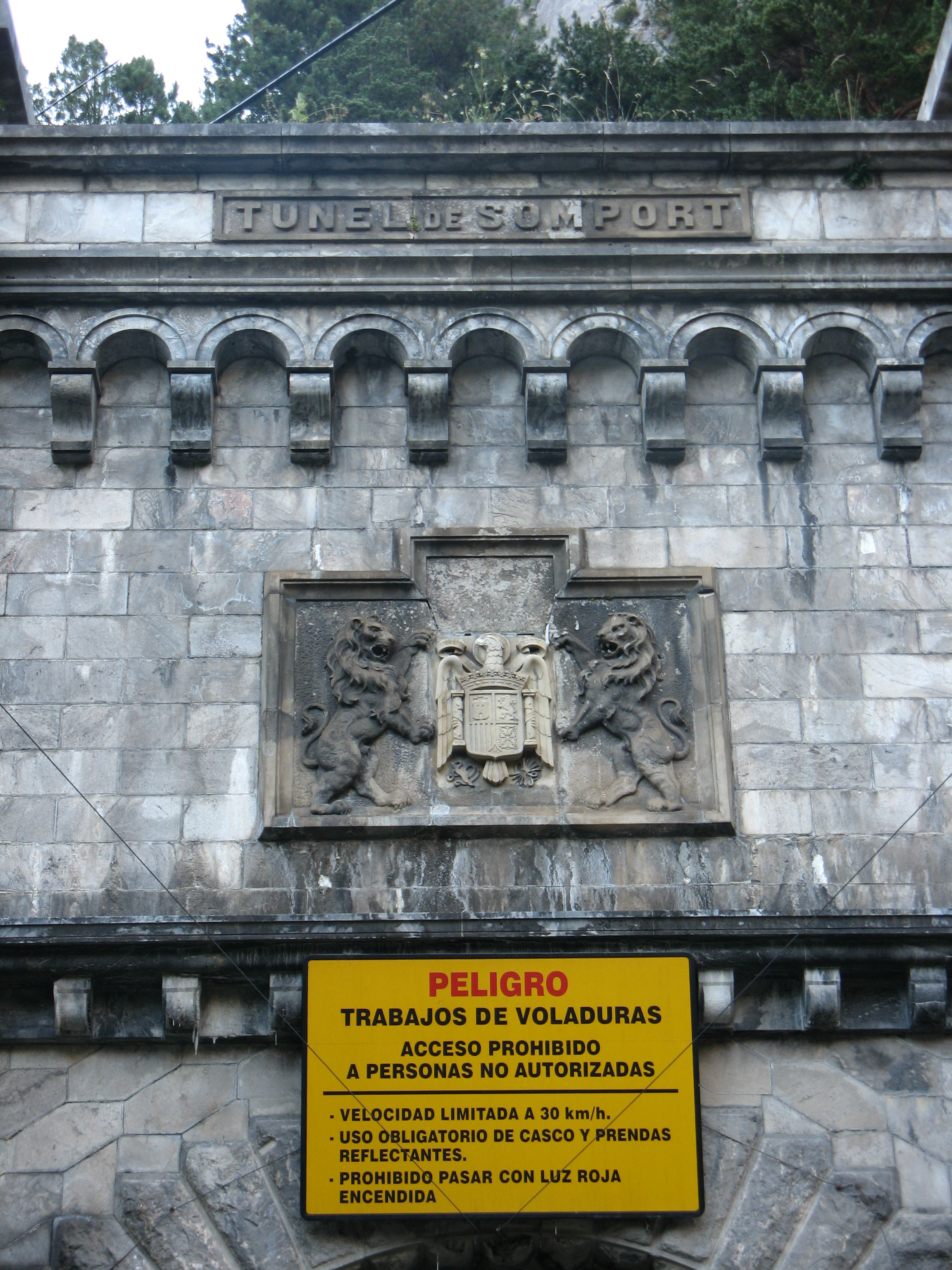
Détail du fronton d'entrée, coté espagnol en 2011. On aperçoit encore sur le bas relief au-dessus du tunnel, l'emblème de l'Espagne franquiste, enlevé en 2019.
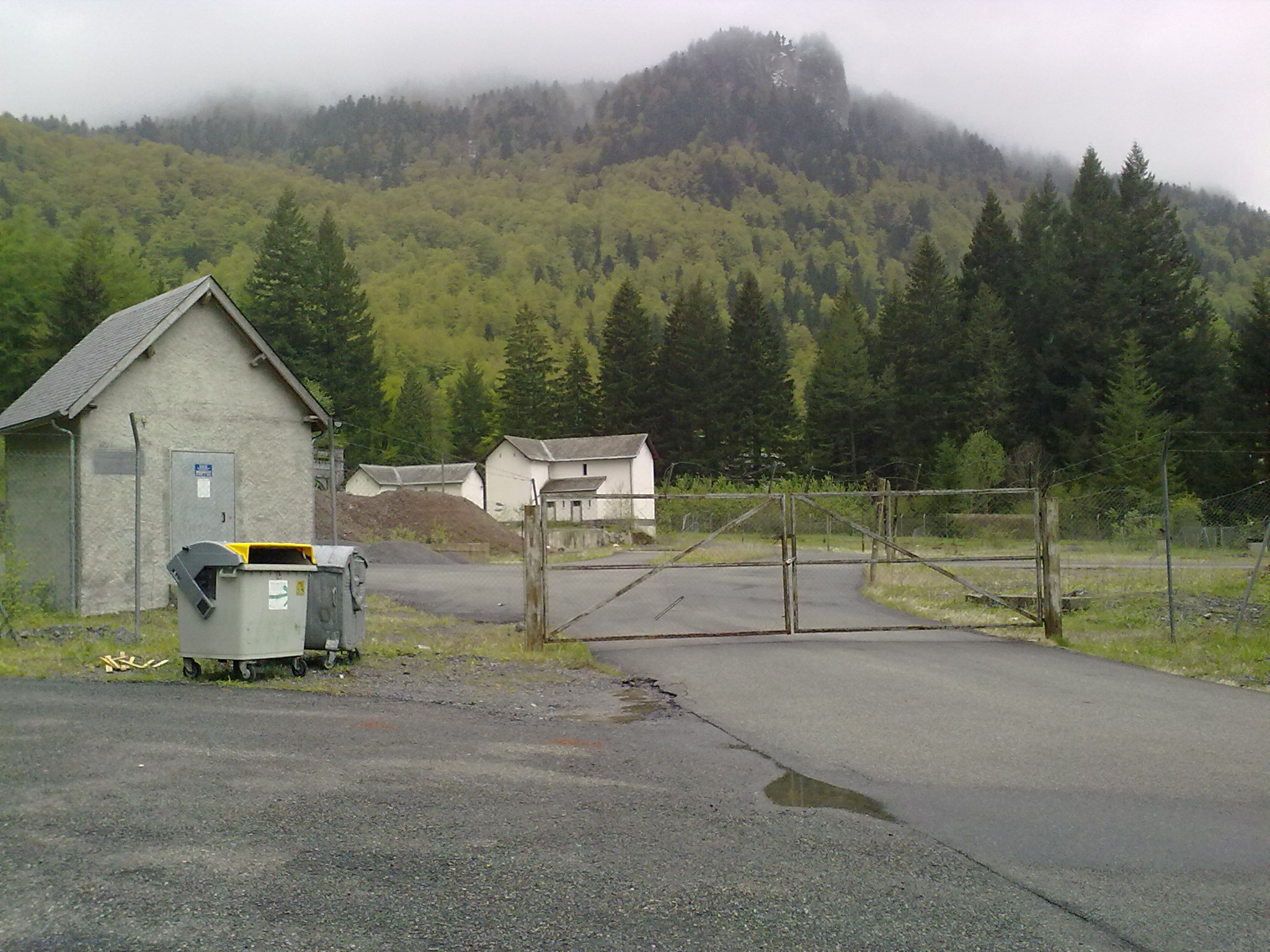
Entrée côté français du tunnel, accès vers le tunnel pour les secours
- Vidéo de l'entrée côté français du tunnel